# ミアンセリン

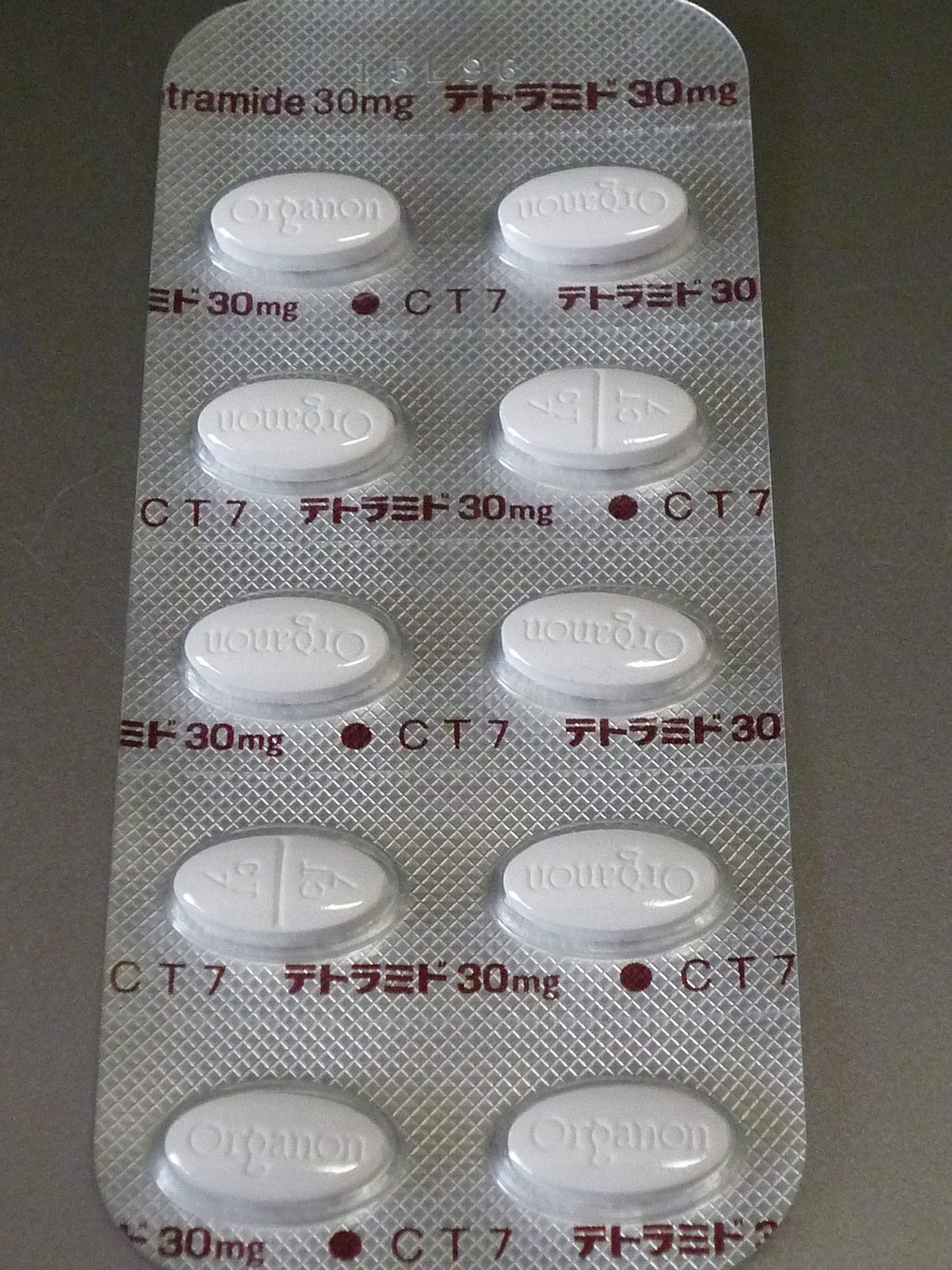
ミアンセリン（テトラミド®錠）30mg

ミアンセリン（英:Mianserin）は、抗うつ薬として用いられる有機化合物の一種。ラセミ体である。においは無く、味は苦い。水、メタノールにやや溶けやすくトルエンに溶けにくい。
四環系抗うつ薬の一種で、塩酸塩が1966年にオランダのオルガノン社（現メルク・アンド・カンパニー）により開発された。日本では1983年に上市された。2022年現在、オルガノン製造販売、第一三共販売提携でテトラミドという商品名で発売されている。うつ病・うつ状態の治療薬に使用される。

## 作用機序
シナプス前膜にあるアドレナリンα2受容体を阻害することにより、神経シナプス間隙へのノルアドレナリンの放出を促進し、受容体への刺激を増進することにより、抗うつ作用を示す。抗コリン作用は極めて弱い。

## 適応症
うつ病・うつ状態

## 禁忌
- モノアミン酸化酵素阻害剤を投与中の者

## 慎重投与
- 緑内障のある者
- 心疾患の者
- 躁うつ病の者

## 種類
- 錠剤:10mg,30mg

## 副作用
重大な副作用としては
- 悪性症候群
- 無顆粒球症

がある。